# Họ An tức hương
Họ An tức hương (danh pháp khoa học: Styracaceae Dumort., 1829). Theo hệ thống phân loại cũ, họ này thuộc bộ An tức hương(Styracales), nằm trong liên bộ Anh thảo (Primulanea), phân lớp Sổ (Dilleniidae). Trong phân loại của APG II, người ta không còn dùng bộ Styracales, liên bộ Primulanea (anh thảo), phân lớp Dilleniidae (sổ) mà đưa họ này vào bộ Ericales (bộ Thạch nam).

## Đặc điểm chung
Họ gồm những cây gỗ nhỡ, thường rụng lá vào mùa khô. Thân đôi khi có nhựa thơm. Lá mọc cách không có lá kèm. Cành và lá non thường phủ lông hình sao. Hoa đều, lưỡng tính, mẫu 4 hoặc 5. Hoa tự chùm - viên chùy hay một số hoa tập trung ở nách lá. Đài hình chuông xẻ thành 4-5 thùy. Tràng hoa hợp gốc thường có màu trắng. Số lượng nhị thường gấp đôi số cánh tràng, chỉ nhị hợp gốc. Bầu trên (bầu thượng) phía trên bầu thường hợp thành một ô, phía dưới bầu phân thành 3-5 ô. Quả nang mang đài sống lâu. Hạt thường có cánh.

## Phân bố
Trên thế giới gồm 12 chi, phân bố chủ yếu ở vùng nhiệt đới châu Á và châu Mỹ.

## Ở Việt nam
Việt Nam có 3 chi:
- Chi Bồ đề (Styrax): Ở Việt Nam, chi này gồm các loài sau:

1. Styrax agrestis: Bồ đề xanh
2. Styrax annamensis: Bồ đề trung bộ
3. Styrax argentifolia: Bồ đề lá bạc
4. Styrax serrulata: Bồ đề lá răng cưa
5. Styrax suberifolium: Bồ đề vỏ đỏ
6. Styrax tonkinensis: Bồ đề

- Chi Lá dương (Alniphyllum):

1. Alniphyllum eberhardtii: Lá dương sa pa, lá dương đỏ
2. Alniphyllum fortunei: Bồ đề xanh lá nhẵn, bồ đề cánh
3. Alniphyllum pterospermum: Lá dương hạt cánh

- Chi Đua đũa (Rehderodendron):

1. Rehderodendron indochinense: Đua đũa Đông dương
2. Rehderodendron kweichowense: Đua đũa Quý châu
3. Rehderodendron macrocarpum: Đua đũa quả to, dân